# شه شه
دانیلو نوس معروف به شه شه (انگلیسی: Tchê Tchê؛ زادهٔ ۳۰ اوت ۱۹۹۲) بازیکن فوتبال اهل برزیل است.